# 고대역 디지털 콘텐츠 보호

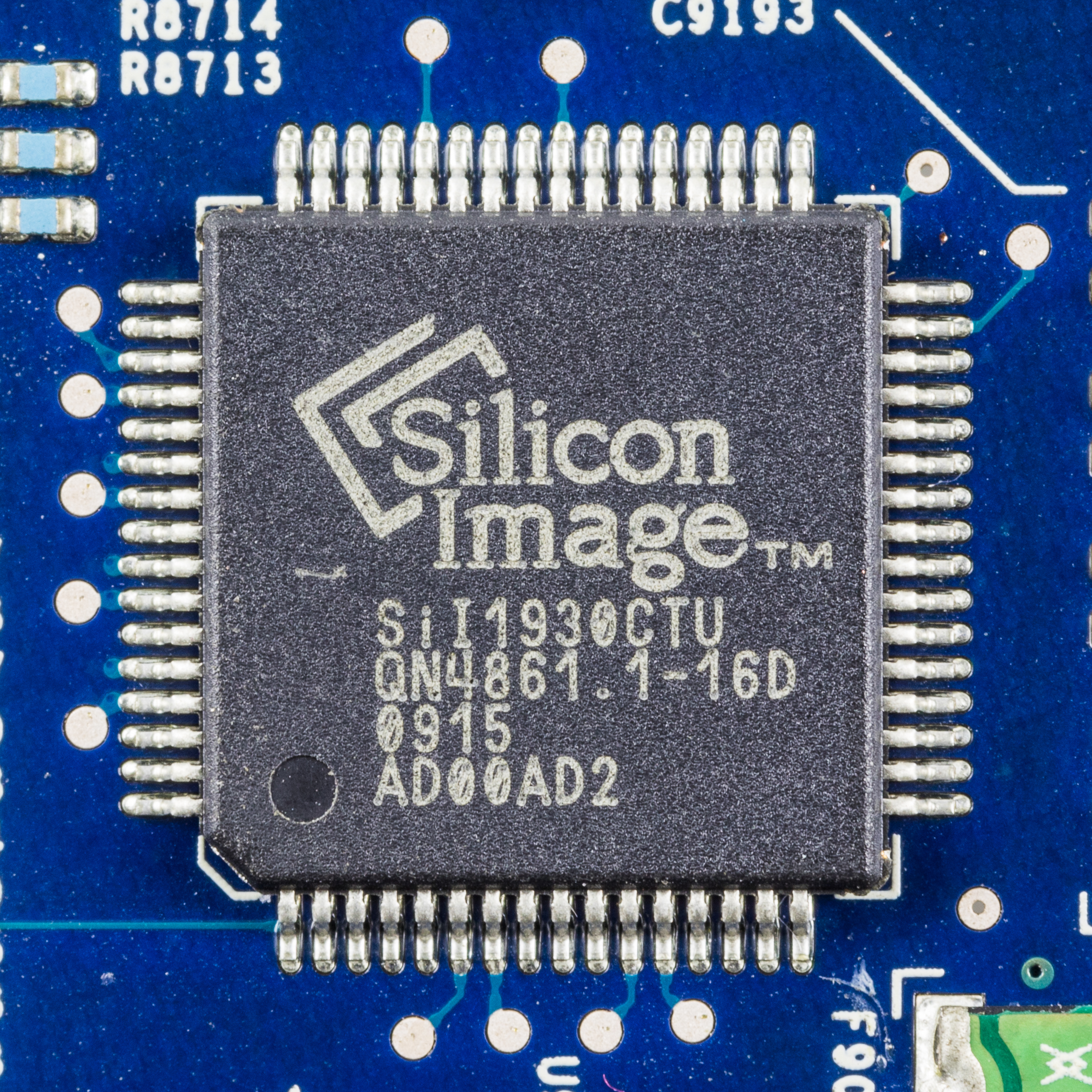
Apple TV 보드에 달려 있는 실리콘 이미지 사의 HDCP 트랜스미터 칩의 모습

고대역 디지털 콘텐츠 보호 (High-bandwidth Digital Content Protection, HDCP)는 인텔이 개발한 영상 저작권 보호 기술의 하나이다.

## 개요
최신의 디지털AV 기기에는 HDMI (고선명 멀티미디어 인터페이스) 단자가 탑재되어 최근에 화제가 되고 있지만, HDMI는 원래 PC와 디스플레이를 접속하기 위한 표준 규격으로서 넓게 채용된 DVI를 기초로 하고 있다. DVI는 광대역의 디지털 신호를 전송하는 것이 가능하고 충분히 여유 있는 전송 속도도 확보할 수 있으며 HDTV 시대라고도 말할 수 있는 오늘의 AV 세계를 지탱하는 중요한 규격으로 자리매김했다. 그때까지도 HD 신호의 전송용으로 DVI 단자가 있었지만, 전송 할 수 있는 것은 영상 신호 뿐이고 음성은 별도 케이블이 필요했다. 게다가, 아날로그 전송인 경우에는 화질이나 음질이 케이블의 질 등에 좌우될 가능성도 있었다. HDMI는 1개의 케이블로 영상 신호, 음성 신호, 제어 신호를 전송할 수 있다. 2004년 5월에는 DVD 오디오의 전송이 가능한 Ver.1.1이, 2005년 8월에는 SACD의 전송이 가능한 Ver.1.2가, 같은 해 12월에는 Ver.1.2a로 발전했다. 이와 같이 많이 가능성이 있는 규격이지만 선명한 정보가 디지털인 채 전송 할 수 있게 되면 저작권 보호의 관점에서 문제가 생길 수도 있다. HDCP는 이러한 상황에서 태어났다. HDCP는 영상 재생 기기로부터 디스플레이 장치 등의 표시 기기에 디지털 신호를 송수신 하는 경로를 암호화해 콘텐츠가 부정하게 복사되는 것을 방지하는 저작권 보호 기술 중 하나다.
각사의 DVI나 HDMI 등의 디지털 인터페이스의 암호화에 이용되고 있지만, 아날로그 신호의 경우 디지털 신호와 같은 암호화가 원리적으로 불가능하다. 앞에서 설명한 바와 같이 저작권 보호 장치를 제거하는 것도 쉽다고 추측된다. 그러므로, 블루레이 디스크나 HD DVD, AACS 등의 새로운 기술로, HD 신호의 출력을 제한하려고 했다. 구체적으로는 소프트에 있는 영상을 HD 화질로 보기 위해서는 HDMI 단자의 HDCP를 필수로 하고, D-Sub 등의 아날로그 단자로부터 출력되는 영상 신호는 강제적으로 하향 변환해 출력하는 것. 만약 저작권 보호 장치의 제거에 의해 해적판 등이 만들어진다고 해도 그 화질은 HD 보다 떨어지는 SD 화질이다.
저작권 보호의 관점에서 획기적인 방법이라고 생각할 수 있었지만, 1990년대까지 발매된 아날로그 HDTV나 구식의 프로젝터 등에는, HDMI 단자가 탑재되어 있지 않기 때문에 이러한 기기들이 HDTV와 호환됨에도 불구하고, HD의 고정밀 영상을 즐길 수 없다. 이 때문에 AV 팬으로부터 항의가 빗발치기도 했다.
일반적으로는 이처럼 디지털 콘텐츠의 복사 방지 기술의 하나로 잘못 알려져 있다. 그러나 원래 HDCP는 디지털 콘텐츠의 녹화 또는 복사 방지를 위한 것이 아니라 전송되는 콘텐츠의 통합성(integrity)을 보호하기 위해 설계되었다.
HDCP가 대중적으로는 저작권 문제와 얽힌 복제 방지 기술로 오해된 까닭은, HDCP가 요구하는 상호운용성(inter-operability)과 콘텐츠 공급자들이 HDCP 채택에 일치하지 않은 태도를 보였기 때문이다.
상호운용성은 HDCP 적용 콘텐츠의 고화질을 완전히 이용하려면 HDCP 규격을 따르는 DVI 또는 HDMI 수신장치가 필요한 것을 말한다. 이를테면 HDCP 콘텐츠를 이용하기 위해서는 HDTV에 접속할 수 있는 모든 컴포넌트 연결선이 HDCP 규격을 따르는 것이어야 한다.
그런데 HD-DVD 또는 블루레이 플레이어 규격의 HDCP 소스를 HDCP 규격에 대응하지 않는 수신장치에 연결할 때는 몇 가지 상황이 있을 수 있다. 가장 좋은 경우는 비디오 해상도가 일반 DVD 화질에 가깝게 아날로그 출력을 통해 강제로 하향변환(down-converting)되는 것이다. 이와 비슷하게 DVD 오디오 콘텐츠를 예로 들면 HDCP 규격에 대응하지 않는 디지털 오디오 출력에서는 DAT 품질로 제한되는 것이다. 가장 나쁜 경우에는 그냥 아무것도 안 나올 수 있다.
HDCP에 보호된 콘텐츠를 전체 해상도의 아날로그 형태로 변환하는 것은 콘텐츠 공급자에 의해 특별히 허용되지 않는 한 HDCP로 금지된다.
이 콘텐츠 화질의 하향변환은 이미지 제한 토큰(ICT:Image Constraint Token)이라는 특수한 디지털 표식(flag)에 의해 강제된다. 이것이 허가받지 않은 복제로부터 영상을 보호하는 것이다. 재생기기를 통한 출력이나 셋톱박스 영상 컴포넌트 출력을 제한하기 위한 이 표식을 설치하는 결정은 개별 디스크 또는 개별 콘텐츠를 단위로 이미지 제한 토큰을 집어넣도록 결정할 수 있는 스튜디오나 콘텐츠 공급자가 한다.
다시 말해 최대 해상도의 고화질 콘텐츠를 이용하기 위해서 HDCP 지원 기기가 필요하지만, 이에 대응하지 않는 환경에서 HDCP 소스를 연결했을 때 아무것도 나오지 않는 결과가 필연적인 것은 아니다. 이러한 제약은 콘텐츠 공급자의 선택에 따른다.

## 버전에 따른 인터페이스 지원
| HDCP 버전 | 지원하는 인터페이스      |
| --------- | ------------------------ |
| 1.0       | DVI                      |
| 1.1       | DVI, HDMI                |
| 1.2       | DVI, HDMI                |
| 1.3       | DVI, HDMI, UDI, GVIF, DP |

(1.3 표준의 6쪽)

## 같이 보기
- 디지털 권리 관리
- EME (컴퓨터 과학)